# Йевлебори (лен)
Йевлебори (на шведски: Gävleborgs län) е лен в северна Швеция. Граничи на север с лените Вестернорланд и Йемтланд, на запад с Даларна, на югоизток с Вестманланд и лен Упсала, а западната граница са бреговете на Балтийско море. Административният център на лена е град Йевле.
Понятието „лен Йевлебори“ се използва преди всичко за административни цели, като допълнително лена се разделя на няколко общини (kommuner). Географските граници на лена включват основно тези на две исторически провинции - Йестрикланд и Хелсингланд. Историята и културата на лена е традиционно свързана с тези на историческите провинции.

## Административно устройство
Лен Йевлебори е формиран като регионална единица при отделянето му от лен Вестернорланд през 1762 година.

### Общини в лен Йевлебори
В рамките на административното си устройсто, лен Йевлебори се разеделя на 10 общини със съответно население към 31 декември 2013 :
|  | - Болнес (Bollnäs) с население 26 141 души; - Йевле (Gävle) с население 97 236 души; - Норданстиг (Nordanstig) с население 9491 души; - Окелбу (Ockelbo) с население 5785 души; - Сандвикен (Sandviken) с население 37 250 души; - Сьодерхамн (Söderhamn) с население 25 442 души; - Уванокер (Ovanåker) с население 11 354 души; - Хуфорш (Hofors) с население 9511 души; - Хюдиксвал (Hudiksvall) с население 36 829 души; - Юсдал (Ljusdal) с население 18 931 души; |

### Селищни центрове
Най-големите селищни центрове в Йевлебори за 2010 година са:
| # | Селищен център | Население 31 декември 2013 |
| - | -------------- | -------------------------- |
| 1 | Йевле          | 71 033                     |
| 2 | Сандвикен      | 22 965                     |
| 3 | Хюдиксвал      | 15 015                     |
| 4 | Болнес         | 12 842                     |
| 5 | Сьодерхамн     | 11 761                     |

Административният център на лен Йевлебори е удебелен.